# Soročinskaja jarmarka
Soročinskaja jarmarka (Сорочинская ярмарка) è un film del 1938 diretto da Nikolaj Vladimirovič Ėkk.